# Jhon Viáfara
Jhon Eduis Viáfara Mina (Robles, 27 ottobre 1978) è un ex calciatore colombiano, di ruolo centrocampista.

## Biografia

### Club
Campione del Sud America nel 2004 con l'Once Caldas, in Europa ha giocato in Spagna e in Inghilterra dove ha giocato nelle file del Southampton F.C.

### Nazionale
Ha fatto parte per 7 anni della Nazionale di calcio colombiana, partecipando anche a 2 edizioni della Copa América (2004 e 2007).

### Dopo il ritiro
All'età di 40 anni, è stato arrestato a Jamundí, nel nord della Colombia, con l'accusa di narcotraffico. Secondo la Polizia nazionale della Colombia avrebbe, con altre persone, inviato di oltre cinque chilogrammi di cocaina negli Stati Uniti d'America. Il gruppo avrebbe impiegato piccoli aerei e navi veloci per inviare cocaina da vari territori della Colombia, da Quibdo, Choco, da Apartado e Turbo, ad Antioquia e a diverse località dell'America Centrale e degli Stati Uniti. Ma gran parte del suo centro delinquenziale si sarebbe trovato nella città di Medellin. Le autorità statunitensi hanno chiesto estradizione.